# 内布拉斯加大学林肯分校
内布拉斯加大学林肯分校（英語：University of Nebraska–Lincoln，简称UNL），通称内布拉斯加大学（University of Nebraska），于1869年根据《土地撥贈法案》创建，是内布拉斯加大学系统的旗舰校区，是该州的学术文化中心。该校在林肯市主要有两个校区：紧临林肯市中心的正北的市中心校区（City Campus）和位于City Campus东北两英里的东校区（East Campus）。

## 學術
该校最好的学科包括农业与自然科学、电机工程、化学工程、软件工程、數學、統計學、师范教育，新闻学，保险学，气候学、音乐学等。此外，食品科技、动物科学、商科等都获得好评。

学生选修最多的学科依次是商科管理（22%）、教育（17%）、工程（10%）、农科（8%）和家政（7%）。内布拉斯加大学林肯分校建立了世界上第一个大学本科的心理学实验室，是美国西部第一个开始授予博士学位的大学，是美国每年授予博士学位人数最多的50所大学之一。之前是美国研究型大学协会成员之一（2011年之后不在隶属此协会）。

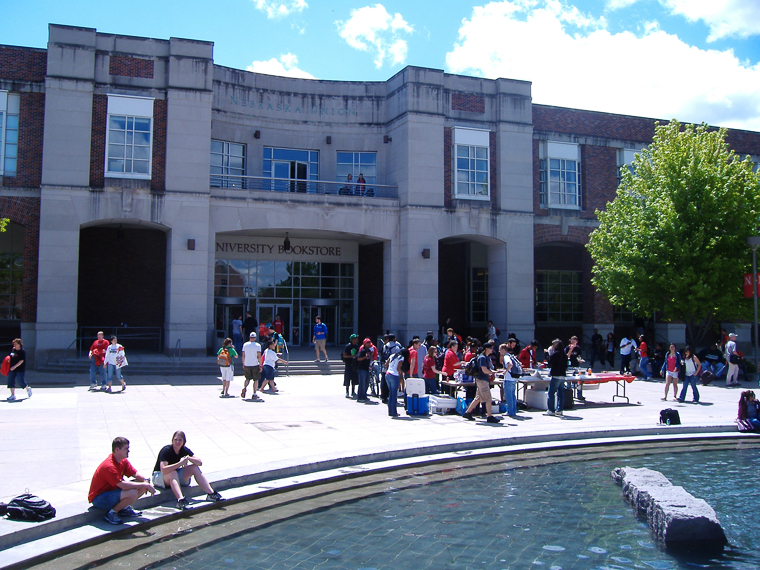
校內書店

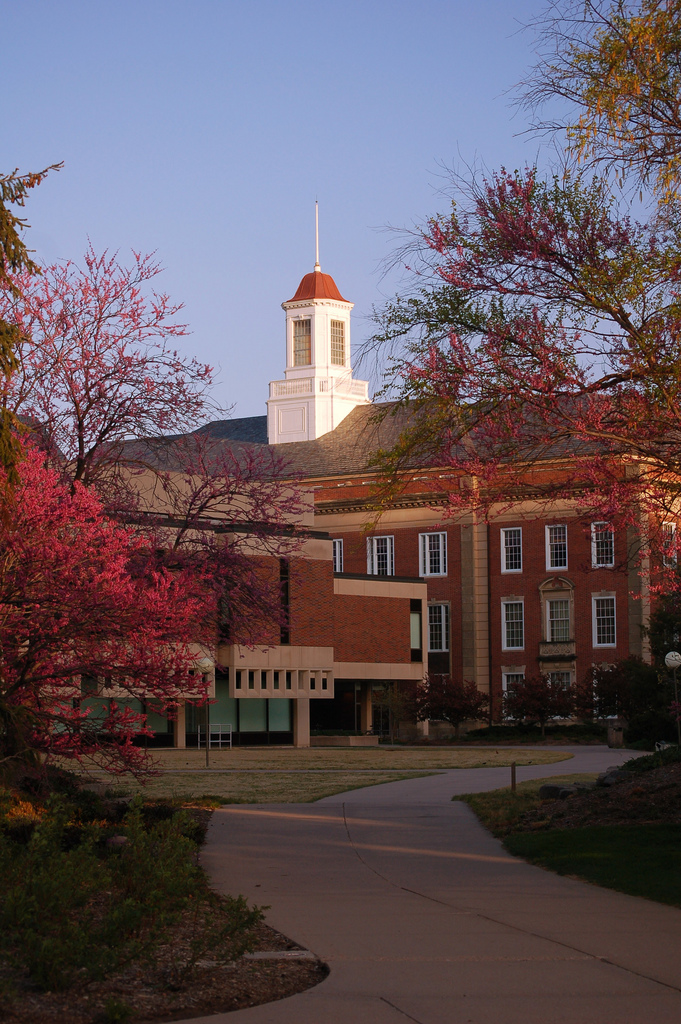
圖書館

The J.D. Edwards Honors Program，以结合计算机科学和管理为特色，以培养下一代领导型人才为目标。
ROTC（後備軍官訓練）計劃，從在校的美國公民本科生中招收有志青年進行軍事教育和訓練，為陸，海，空，海軍陸戰隊提供後備軍官。

## 学院设置
学校共设11个学院
- 農業科學與自然資源學院
- 建築學院
- 陆海军学院
- 藝術與科學學院
- 商業管理學院
- 内布拉斯加大学林肯分校教育與人文學院（英语：College of Education and Human Sciences (University of Nebraska–Lincoln)）
- 工程與技術學院
- 内布拉斯加大学林肯分校Lied視覺與藝術學院（英语：Hixson-Lied College of Fine and Performing Arts）
- 研究生院
- 新聞與傳播學院
- 内布拉斯加大学林肯分校法學院（英语：College of Law University of Nebraska-Lincoln）

## 校园

### 地理位置
内布拉斯加首府林肯市位于内布拉斯加东部，普拉特河流域附近。
林肯机场有五条主要定期航线，可以通过贯穿林肯东西的铁路、公共汽车或州际高速公路到达。林肯的市内交通十分方便，低廉。全市的巴士系统对大学的学生免费。自驾车,自行车旅行或步行都十分便利。
林肯有各个种族的组织团体，另外有很多志愿者帮助国际学生适应他们在林肯的生活。

### 图书馆
UNL图书馆系统是本州唯一一个专为研究服务的综合性图书馆系统，总藏书260万册, 分布在两个主要的图书馆里。Don L. Love Memorial Library是其中最主要的图书馆，主要以社会和人文科学为主，其它类图书分布在下面6个地点:
- 建筑学图书馆
- C.Y. Thompson图书馆
- 工程学图书馆
- 地质学图书馆
- 数学图书馆
- 音乐图书馆

Marvin and Virginia Schmid法学图书馆主要为法学院服务。

## 学校体育

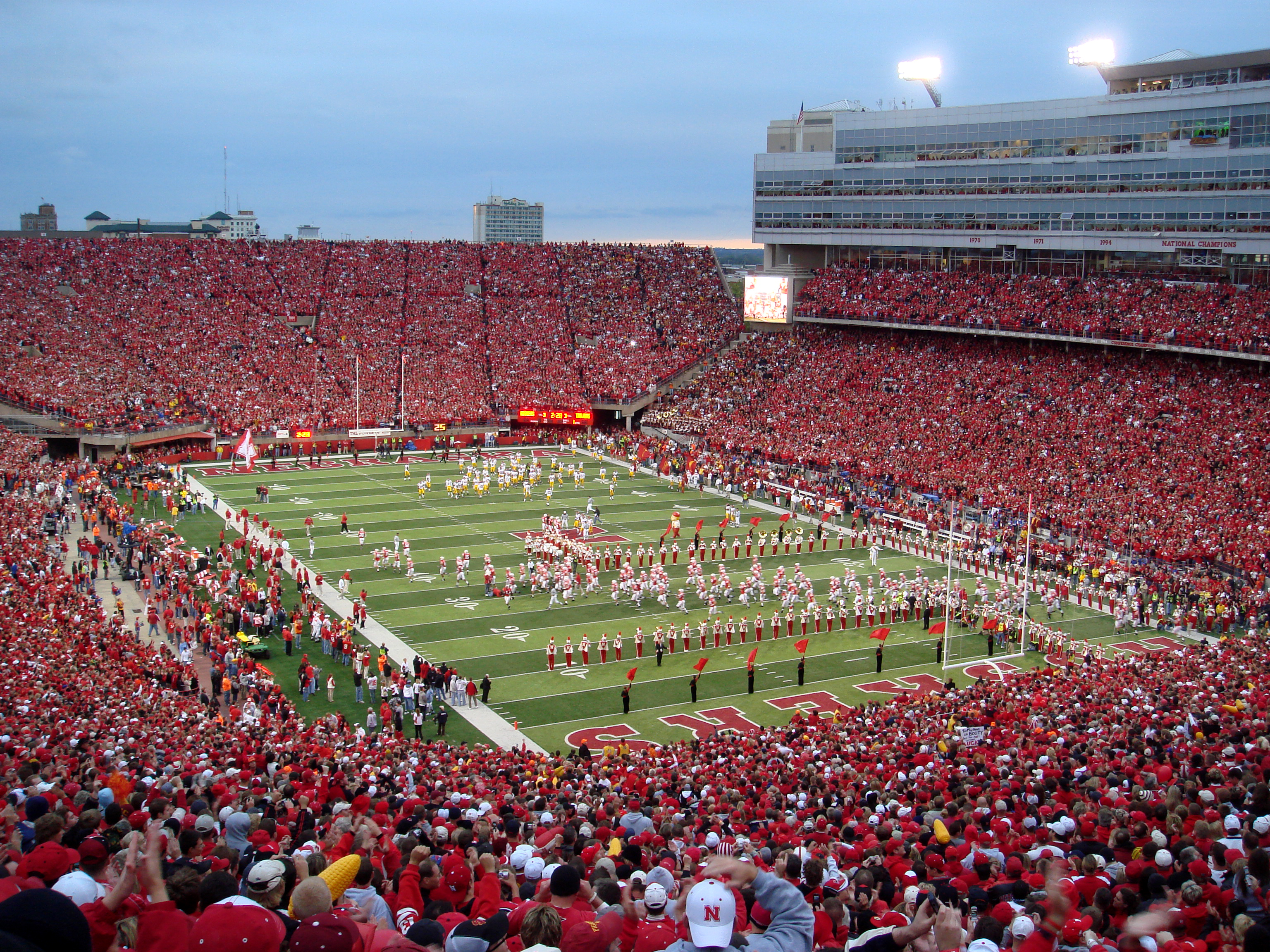
Cornhuskers橄榄球隊

学校具体非常优良的体育传统，学校的各球队都叫Cornhuskers（简称“Huskers”），以橄榄球、棒球、体操、排球和篮球最为著名，是NCAA最高级别组Division I-A的球队之一，也是十大联盟的成员之一)。《耶鲁大学日报大学指南》曾称这是名副其实的“橄榄球王国”，意思是这里的学生都对橄榄球运动有特殊爱好。Huskers曾在上个世纪九十年代三夺全美橄榄球冠军（历史共5次）, 并夺得2015年全美女排冠军（共4次）。历史上共5个项目得过24次全国冠军。

## 学生生活
大约78%的学生来自本州，另外的学生来自美国其它的50个州和114个国家。 大约40%的学生住在校园内14个传统宿舍和两个公寓式的宿舍内。

### 学生报纸
《Daily Nebraska》，是州内第5大报纸（fifth-highest circulation）。

### 学生组织
The Association of Students of the University of Nebraska，简称ASUN，是学生协会组织。每年选举一个主席，两个副主席，以及一个来自各学院的代表。

## 排名
被《美国新闻与世界报道》评为二级国家大学（National University）。曾被《Scientist Magazine》评为“最适合学术工作的地方前十名”（Top 10 Best Places to Work in Academia）。而該校精算系於2010年，被美國精算協會(SOA)列入北美大學院校最優秀精算教育的前12所學校之一（Centers of Actuarial Excellence Program）。

## 杰出校友
- 约翰·潘兴：美國傑出軍事家。曾任美國陸軍參謀總長，第一次世界大戰美國遠征軍總司令官。美國陸軍歷史上最高軍銜：特級上將（General of the Armies of the United States）的獲得者。潘興曾任UNL軍事教官，並修讀法學院課程，並於1893年畢業。
- 沃伦·巴菲特：被称为“奧馬哈奇蹟”，世界上最富有的人之一。根据《福布斯》杂志公布的2010年度全球富豪榜，他的净资产价值为470亿美元，仅次于卡洛斯·斯利姆·埃卢和比尔·盖茨为全球第三。
- 艾伦·黑格 (1956在UNL取得本科学位, 1999被授予荣誉博士学位) - 2000年因为導電聚合物的成就获诺贝尔化学奖。
- 唐纳德·克拉姆 (1942毕业于UNL) - 1987年因为"development and use of molecules with structure-specific interactions of high selectivity"的成就获诺贝尔化学奖。
- 乔治·韦尔斯·比德尔，1958年因“一個基因一個酶”的理論獲得诺贝尔生理与医学奖，分别于1926年和1927年年在该校取得学士和硕士学位，于1931年在康奈尔大学取得博士学位. UNL的乔治·韦尔斯·比德尔基因与生物学研究中心（The George W. Beadle Center for Genetics and Biomaterials Research at UNL）即以他的名字命名。
- Grace Abbott（英语：Grace Abbott），美国社会运动先驱，20世纪初就读于该校。
- 约翰尼·卡森，美国著名电视节目《晚间秀》 （The Tonight Show（英语：The Tonight Show Starring Johnny Carson））的前主持人。去世前,共给该校的艺术学院捐款高达5300多万美元。
- 雲惟彬，噗浪共同創辦人。